# Ciudad de Wakefield
Ciudad de Wakefield es un municipio metropolitano del condado de West Yorkshire, Inglaterra. La sede administrativa del municipio y principal población es Wakefield, el municipio cubre los denominados "Cinco Pueblos" (en inglés, Five Towns), Normanton, Pontefract, Featherstone, Castleford y Knottingley. Otros poblaciones son Ossett, Hemsworth, South Kirkby y Moorthorpe y South Elmsall. El municipio se encuentra situado entre las ciudades de Leeds y Sheffield. Según el censo de 2001, Kirklees tenía 315 172 habitantes.
En 2001, el Partido Laborista retuvo más escaños que en ningún otro lugar del país, pero ha habido un gran cambio en contra de este partido en épocas recientes; sólo obtuvo 13 de 21 escaños en 2006. El municipio se compone principalmente de viejos pueblos dedicados a la minería del carbón, si bien existen otras industrias que incluyen lana, productos químicos, maquinaria, vidrio y otras manufacturas.  Horbury es un caso atípico por haber tenido grandes productos a base de acero. Cuando Margaret Thatcher asumió el poder en 1979 existían 21 minas de carbón en el municipio. Con el cierre de 1984, disminuyeron hasta 15, aunque aún poseen más unidades que cualquier otro sitio del país. En la época de la privatización, en noviembre de 1994, tan sólo se mantuvieron dos: el Prince of Wales en Pontefract, que se clausuró en 2002, y Kellingley en Knottingley, que es actualmente la única que resta de la industria que una vez predominó en el municipio. Muchas de las minas de carbón del distrito habían atravesado momentos críticos durante la huelga de 1984.